# Kivik
Kivik ist ein Ort in der schwedischen Gemeinde Simrishamn. Er liegt in der südschwedischen Provinz Skåne län und der historischen Provinz Schonen, direkt an der Ostsee.
Der Ort ist bekannt für Kiviks marknad, mit 150.000 Besuchern (2010) einen der größten Jahrmärkte Schwedens. In der Nähe befinden sich das Grab von Kivik sowie der Nationalpark Stenshuvud. Um Kivik herum befinden sich viele Apfelplantagen, deren Ertrag in der Stadt zu Cidre verarbeitet und im Äpplemarknaden verkauft wird. Auch der Fischfang ist ein wichtiger Wirtschaftszweig.
Das ebenfalls in der Nähe gelegene Grabfeld von Bredarör besteht aus einem eng gesetzten, 20 Meter messenden Steinkreis mit einem großen zentralen Schalenstein und einer 60 Meter langen Schiffssetzung mit zwei Mittelblöcken. Es finden sich noch weitere 130 Gräber, die allerdings zumeist unscheinbar sind.

## Verwaltung

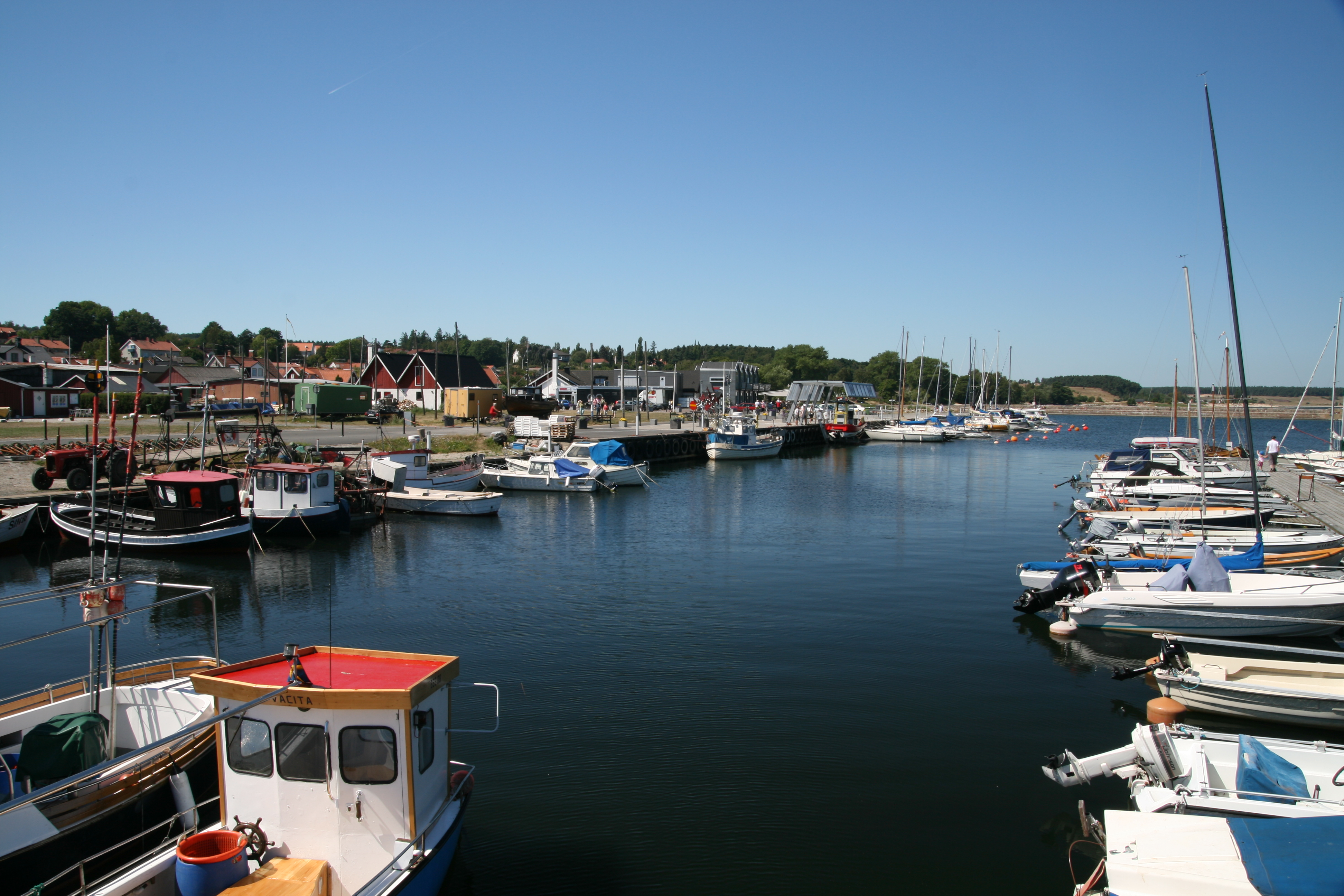
Hafen von Kivik

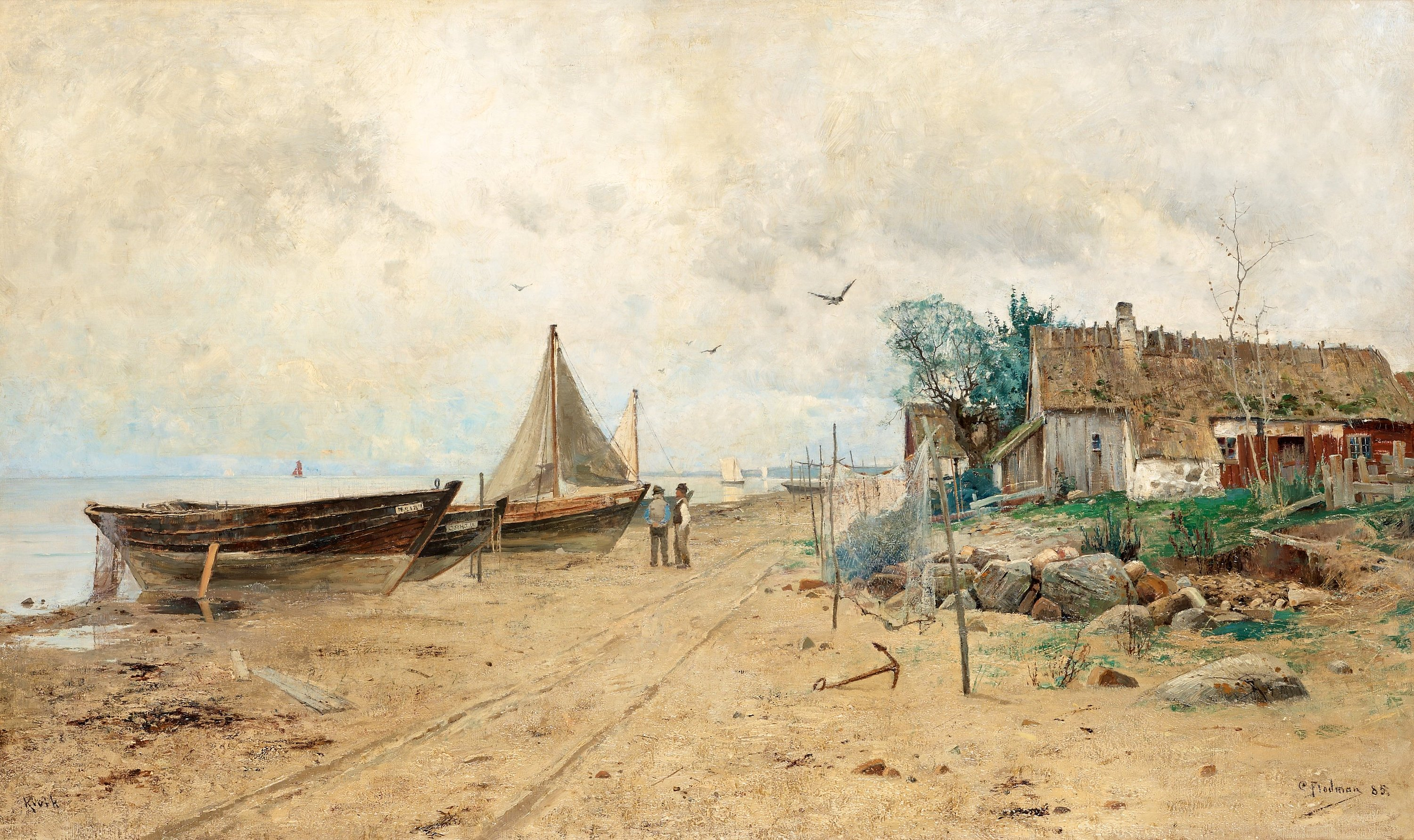
Fischerstelle Kivik – gemalt von Carl Flodman

Kivik ist sowohl ein tätort, als auch eine församling („Kirchengemeinde“). Dabei ist Kiviks tätort eine staatlich-administrative Einheit und als solche der Gemeinde Simrishamn (Simrishamns kommun) unterstellt, während Kiviks församling eine kirchlich-administrative Einheit und als solche zuerst Österlens kontrakt und dann Lunds stift unterstellt ist. Zur församling gehören die Kirchen Ravlunda kyrka, Vitaby kirka, Södra Mellby kyrka und Kiviks kapell. Früher war Kivik auch Hauptort einer gleichnamigen Gemeinde (Kiviks kommun), die 1974 in die Gemeinde Simrishamn eingegliedert wurde.

## Markt von Kivik
Der Markt Kiviks Marknad findet an jedem dritten Mittwoch des Juli für drei Tage statt und ist zusammen mit den Märkten von Sjöbo und Hörby einer der traditionsreichsten Märkte Schwedens. Mit alljährlich über 100.000 Besuchern (2010: 150.000) zieht er ebenso viele Besucher an wie der Åsele marknad, das „größte Volksfest“ des Norrlands, das ebenfalls am dritten Juliwochenende stattfindet. Veranstalter des Marktes ist eine eigene Firma, Kiviks Marknad AB. Der Markt von Kivik ist sehr alt, er hat seinen Ursprung in Aktivitäten der Hanse. 1866 wurde der Termin des Marktes von August auf Juli verlegt.

## Persönlichkeiten
Im Sommer 1928 hielt sich der deutsche Schriftsteller Kurt Tucholsky in Kivik auf.